# Bergheim (Geislingen)
Bergheim ist eine Wüstung auf der Gemarkung von Geislingen im Zollernalbkreis in Baden-Württemberg.

## Geographie
Bergheim lag, von Geislingen aus, an der Grenze zu Erlaheim.

## Geschichte
Der abgegangene Ortsteil ist seit 1490 als Flurname bekannt.